# Gino Cancellotti
Gino Cancellotti (San Vincenzo, 18 settembre 1896 – Roma, 1986) è stato un architetto italiano.

## Biografia
Si laurea architetto civile alla Regia Scuola superiore di architettura di Roma nel 1924.
Architetto razionalista, membro del Gruppo urbanisti romani (GUR) fin dal 1927, aderisce nel 1928 al MIAR e partecipa alle prime edizioni dell'Esposizione Italiana di Architettura Razionale a Roma e a Firenze.
Ha collaborato a lungo con Eugenio Montuori, Luigi Piccinato e Alfredo Scalpelli in numerosi concorsi di urbanistica, al piano regolatore generale di Sabaudia nel 1933 e alla realizzazione degli edifici pubblici del centro e del primo nucleo di abitazioni della cittadina pontina.
Nel dopoguerra si dedica all'attività didattica, ottenendo la libera docenza in urbanistica nel 1950 e in composizione architettonica nel 1959. Dal 1952 al 1966 è stato professore di urbanistica alla facoltà di architettura di Napoli.

## Opere principali
- Piano regolatore di Foggia, 1928

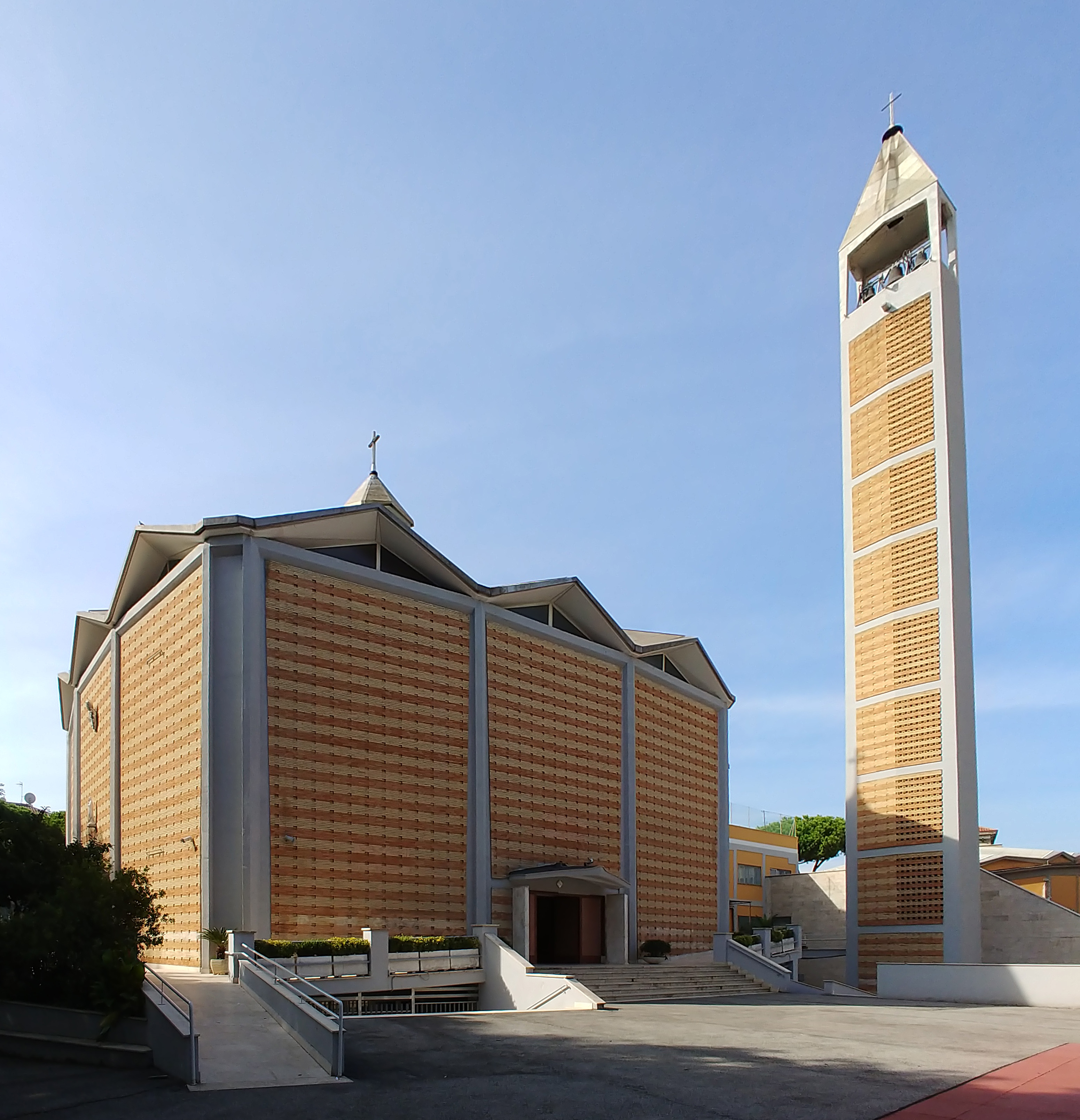
Chiesa di Nostra Signora di Lourdes a Tor Marancia, Roma, 1957

- Piano regolatore di Chianciano, 1931
- Piano regolatore di Sabaudia, con Montuori, Piccinato e Scalpelli, 1933
- Monumento  equestre a Diaz, Napoli, 1934
- Chiesa della Santissima Annunziata, Sabaudia, 1935
- Piano regolatore di Guidonia, 1938
- Chiesa parrocchiale di Tor Marancia, Roma, 1957